# Jaroslav A. Polák
Jaroslav A. Polák (* 5. března 1975, Brno), vlastním jménem Jaroslav Kyprian Polák , je český spisovatel, píšící převážně science fiction a fantasy. Publikoval také pod pseudonymy J. A. Poloni a Jeremy Fielder.

## Život
Debutoval v roce 1993 s povídkou Noc útěku (společně s Martinem Kučerou), řada povídek mu vyšla v různých časopisech (například v Ikarii) a také v řadě antologií. V současné době publikuje své texty také na svém weblogu, především filozofující eseje na různá témata (společnost, politika, filosofie, teologie, psychologie, přírodní vědy a jiné). Od roku 2013 se věnuje amatérské fotografii, svou tvorbu publikuje na Flickru a Instagramu.

## Dílo
- Conan a nefritový amulet (Návrat, Brno 1996) – pod pseudonymem J. A. Poloni, společně s A. S. Pergillem, román o Conanovi.
- Cimmeřan a Ohňodárce (Návrat, Brno 1998) – pod pseudonymem J. A. Poloni, společně s A. S. Pergillem, román o Conanovi.
- Třetí krok do hlubin (Spiral Energy, Brno 2001) – pod pseudonymem Jeremy Fielder, román o Conanovi, přepracované vydání, již pod vlastním jménem, roku 2008 (Brokilon, Praha).
- Apokalypsa (Triton, Praha 2010) – román, dvacátá třetí část série Agent JFK.
- Bizarní atraktor (Vodnář, Praha 2011) – sbírka experimentálně fantastických textů.
- Kurz praktické magie/Rámec magického myšlení (Vodnář, Praha 2011) – spolu s Jozefem Karikou, kurz magie doplněný eseji o postmoderní magii.
- Divný obraz a divní vězňové. Poznámky pod čarou života (vlastním nákladem, Brno 2012) – filosofické a společenskovědné eseje a filosofující povídky.
- Eschaton (Marek Belza, V Krásné Lípě 2020) – sbírka existenciálně laděných povídek.